# ハート (テレビドラマ)
『ハート』（Heart / Hurt）は、2001年9月3日から11月5日まで毎週月曜日21:15 - 21:58に、NHK総合テレビの「月曜ドラマシリーズ」枠で放送された日本のテレビドラマ。全10話。
2008年6月27日にはNHKエンタープライズよりDVD-BOX発売（NSDS-12068～-70）。

## キャスト
- 弘岡直：陣内孝則[2]
- 岸本沙良：黒川芽以
- 須藤美佐子：萬田久子
- 二宮ゆかり：櫻井淳子
- 小峰海人：小栗旬
- 菊間正造：宍戸錠
- 結城苑子：本田美奈子
- 二宮慎一：デビット伊東
- 小峰保：渡辺哲
- 小峰靖子：根岸季衣
- 金古雅文：うじきつよし
- 栗山千明
- 大河内浩
- ミッキー・カーチス
- 鈴木ヤスシ

## 主題歌
- 『愛・Heart』 作曲:本間勇輔、作詞:IKUKO、歌:モモノミコト

## スタッフ
- 脚本：金谷祐子[1]、江口美喜男[1]
- 音楽：本間勇輔[1]
- プロデューサー：一井久司
- 演出：柴田岳志、谷口卓敬、新田真三、梛川善郎
- 美術：荒井敬
- 技術：市川隆男、大沼雄二
- 撮影：小笠原洋一、森本祐二
- 照明：佐野清隆、橋本勝
- 音声：山中義弘、長谷川忠昭